# Bactrocera longicornis
Bactrocera longicornis
 es una especie de insecto díptero que Macquart describió por primera vez en 1835. La bactrocera longicornis pertenece al género Bactrocera de la familia Tephritidae. 